# Jan Tratnik
Jan Tratnik é um ciclista profissional esloveno. Nasceu em Liubliana, a 23 de fevereiro de 1990.
Estreiou em profissionais em 2009, com a equipa de seu país Radenska. Em 2011 deu o salto à máxima categoria com a equipa QuickStep onde só permaneceu um ano.

## Palmarés
2010
- Grande Prêmio della Liberazione

2012
- Campeonato Europeu em Estrada sub-23

2015
- Campeonato da Eslovénia Contrarrelógio
- 1 etapa do Volta à Hungria
- East Bohemia Tour, mais 1 etapa

2016
- 1 etapa do Tour da Eslováquia
- Campeonato da Eslovénia em Estrada
- East Bohemia Tour, mais 1 etapa

2017
- Tour de Eslováquia, mais 1 etapa

2018
- 1 etapa da Settimana Coppi e Bartali
- Volta Limburg Classic
- 1 etapa do CCC Tour-Grody Piastowskie
- Campeonato da Eslovénia Contrarrelógio

2019
- 1 etapa do Volta à Romandia
- 3º no Campeonato da Eslovénia Contrarrelógio

## Resultados nas Grandes Voltas e Campeonatos do Mundo
Durante a sua carreira desportiva tem conseguido os seguintes postos nas Grandes Voltas.
| Carreira               | 2009 | 2010 | 2011 | 2012 | 2013 | 2014 | 2015 | 2016 | 2017 | 2018 | 2019 |
| ---------------------- | ---- | ---- | ---- | ---- | ---- | ---- | ---- | ---- | ---- | ---- | ---- |
| Giro d'Italia          | -    | -    | -    | -    | -    | -    | -    | -    | 106º | -    | -    |
| Tour de France         | -    | -    | -    | -    | -    | -    | -    | -    | -    | -    | -    |
| Volta a Espanha        | -    | -    | -    | -    | -    | -    | -    | -    | -    | -    | -    |
| Mundial em Estrada     | -    | -    | -    | -    | -    | -    | -    | -    | Ab.  | Ab.  | -    |
| Mundial Contrarrelógio | -    | -    | -    | -    | -    | -    | -    | -    | 10º  | 31º  | -    |

-: não participa 

Ab.: abandono 

## Equipas
- Radenska (2009-2010)
  - Radenska-KD Financial Point (2009)
  - Zheroquadro-Radenska (2010)
- Quick Step (2011)
- Radenska (2012)
- Tirol Cycling Team (2013)
- Amplatz-BMC (2014-2016)
- CCC Sprandi Polkowice (2017-2018)
- Bahrain Merida[1] (2019-)